# اودایجین
وزیر راست، اودایجین (به ژاپنی: 右大臣 Udaijin) یک مقام دولتی در ژاپن از اواخر دوره نارا و شروع دوره هی‌آن بود. او به همراه سادایجین وزیر چپ، عملاً رئیس دایجوکان بود، اما وقتی وزیر چپ وجود داشت، وزیر چپ رئیس شورای دولت بود و وقتی وزیر چپ وجود نداشت یا به دلایلی قادر به خدمت نبود، وزیر راست ریاست شورای امپراتوری را بر عهده داشت. علاوه بر این، وقتی وزیر چپ، کانپاکو (نایب‌السلطنه) بود، وزیر راست امور دولتی را نیز اداره می‌کرد. این امر با افتتاح سیستم کابینه در سال ۱۸۸۵ (دوره میجی ۱۸) لغو شد.